# (100584) 1997 JJ14
(100584) 1997 JJ14 es un asteroide perteneciente al cinturón de asteroides, descubierto el 1 de mayo de 1997 por el equipo del Lincoln Near-Earth Asteroid Research desde el Laboratorio Lincoln, Socorro, Nuevo México, Estados Unidos.

## Designación y nombre
Designado provisionalmente como 1997 JJ14.

## Características orbitales
1997 JJ14 está situado a una distancia media del Sol de 2,394 ua, pudiendo alejarse hasta 2,846 ua y acercarse hasta 1,942 ua. Su excentricidad es 0,188 y la inclinación orbital 2,348 grados. Emplea 1353,11 días en completar una órbita alrededor del Sol.
El próximo acercamiento a la órbita terrestre se producirá el 18 de junio de 2165.

## Características físicas
La magnitud absoluta de 1997 JJ14 es 16,4.